# Nina Lee (Cellistin)
Nina Maria Lee ist eine US-amerikanische Cellistin.
Lee ist Absolventin des Curtis Institute of Music und der Juilliard School. Ihre wichtigsten Lehrer waren Joel Krosnick, David Soyer und Anne Fagerburg-Jacob. Sie unterrichtete an der Princeton University und  der Columbia University, gibt Graduiertenkurse an der Yale School of Music und wirkt als Musikerin und Lehrerin an der Yale Summer School of Music mit. Als Nachfolgerin von Michael Kannen wurde sie 1998 Mitglied des Brentano String Quartet (mit Mark Steinberg, Serena Canin und Misha Amory). Sie arbeitete mit Musikern wie Felix Galimir, Jaime Laredo, David Soyer, Nobuko Imai, Isidore Cohen und Mitsuko Uchida zusammen und nahm an den Kammermusikfestivals von Portland und El Paso und mehreren Symposien der Helicon Foundation teil.